# 크리스티안 바세다스
크리스티안 구스타보 바세다스(스페인어: Christian Gustavo Bassedas, 1973년 2월 16일, 부에노스 아이레스 주 부에노스 아이레스 ~)는 아르헨티나의 전직 축구 선수로, 현역 시절 수비형 미드필더로 활약했다.
바세다스는 벨레스 사르스피엘드 소속으로 267번의 경기에 출전해 구단 역사상 11번째로 많은 경기에 출전했다. 그는 현재 UAI 우르키사의 감독이다.

## 경력

### 클럽
바세다스는 벨레스 사르스피엘드 유소년부 출신으로, 그는 친정 구단 소속으로 1991년 3월 3일에 프로 무대 신고식을 치렀다. 그는 최후방 수비수로 활약하며 벨레스의 1990년대 중흥기 주축 선수였다. 그는 벨레스 소속으로 리그를 4번 우승했고, 5번의 국제 대회를 우승했다.(이 중 밀란과의 1994년 인터콘티넨털컵 경기에 선발로 출전해 2-0 승리를 장식했다)
2000년, 그는 잉글랜드 프리미어리그의 뉴캐슬 유나이티드로 £3.5M에 이적했다. 그는 2000년부터 2003년까지 잉글랜드 무대에서 뛰었는데, 테네리페로 2001-02 시즌 후반에 잠깐 임대되기도 했다. 그는 뉴캐슬 소속으로 2001년 1월에 1-3으로 패한 첼시전에서 딱 1골을 득점했다.
2003년, 그는 아르헨티나의 뉴얼스 올드 보이스로 이적했지만, 시즌 개막을 앞두고 2달 동안 훈련중에 30세의 나이로 현역 은퇴를 결심했다.
그는 폭스 스포츠 엔 라티노아메리카에서 프리미어리그 해설위원으로 활동했다.

### 국가대표팀 경력
바세다스는 1998년 월드컵 예선전 경기에서 아르헨티나 국가대표팀 경기에 출전했지만, 월드컵 본선 명단에 이름을 올리지 못했다. 그는 1996년 하계 올림픽에서 은메달을, 1995년 팬아메리칸 게임에서 금메달을 목에 걸었는데, 후자의 대회에서 주장을 맡았다.

### 감독 경력
2008년 말, 바세다스는 아르헨티나 프리메라 디비시온의 벨레스 사르스피엘드 스포츠 조언가로 취임했다. 그가 취임하자 마자 한 첫 일은 리카르도 가레카를 후임 감독으로 영입한 것이었다. 그는 막시밀리아노 모랄레스, 세바스티안 도밍게스, 그리고 호아킨 라리베이의 영입 협상에도 큰 역할을 했다. 그는 벨레스 합류 첫 시즌에 2009년 클라우수라 우승을 거두었다.
2015년 11월, 그는 벨레스 사르스피엘드의 감독으로 취임했다. 그러나, 그는 2016년 9월에 라싱 클루브와의 경기에서 0-3으로 패한 후 지지자들의 폭력적인 반응에 사임했다고 감독직을 그만둔 사유를 밝혔다.
그는 2017년 12월 20일에 올림포의 감독으로 취임했다.
2018년 10월 6일, 바세다스는 UAI 우르키사 감독이 되었다.

## 수상

### 클럽
벨레스 사르스피엘드
- 아르헨티나 프리메라 디비시온
  - 아페르투라: 1995
  - 클라우수라: 1993, 1996, 1998
- 코파 리베르타도레스: 1994
- 인터콘티넨털컵: 1994
- 코파 인테라메리카나: 1995
- 수페르코파 수다메리카나: 1996
- 레코파 수다메리카나: 1997

### 국가대표팀
- 팬아메리칸 게임 금메달: 1995
- 하계 올림픽 은메달: 1996

### 단장
벨레스 사르스피엘드
- 아르헨티나 프리메라 디비시온: 2009